# Plaza Bolívar de Barcelona
La plaza Bolívar de Barcelona es un espacio público localizado en la avenida 5 de julio de la ciudad de Barcelona al norte del Estado Anzoátegui y al noreste de Venezuela. Rinde homenaje al máximo líder político y militar de las guerras de independencia de Venezuela, el General Simón Bolívar. Se trata de un punto importante de reuniones públicas y manifestaciones que van desde el ámbito político hasta el cultural.
A diferencia de otros lugares donde las plazas mayores de las ciudades venezolanas se rebautizaron y remodelaron para homenajear a Simón Bolívar, en Barcelona la función de plaza central la tiene la Plaza Boyacá de Barcelona. En esta ciudad se optó entonces por construir una plaza totalmente nueva para honrar al libertador en el año 1930 frente a la Casa Fuerte de Barcelona otro de los monumentos históricos del lugar. 
En el centro se encuentra una estatua ecuestre de Simón Bolívar realizada por Francisco Pigua. Un detalle a resaltar de esta obra es que el Libertador tiene levantado su brazo derecho y con espada en mano, señala la estatua de Eulalia Buroz, ubicada en la Casa Fuerte.  La plaza es de amplias dimensiones con jardines y árboles.